# Zaire
|  | Per a altres significats, vegeu «Zaire (desambiguació)». |

Amb el nom de Zaire fou conegut entre el 27 d'octubre de 1971 i el 17 de maig de 1997 el país africà conegut actualment com a República Democràtica del Congo. El nom oficial de República de Zaire li fou atorgat durant el govern de Mobutu Sese Seko que governà dictatorialment el país fins al final de la Primera Guerra del Congo l'any 1997 que fou derrocat.